# Barfüßerkirche (Pforzheim)

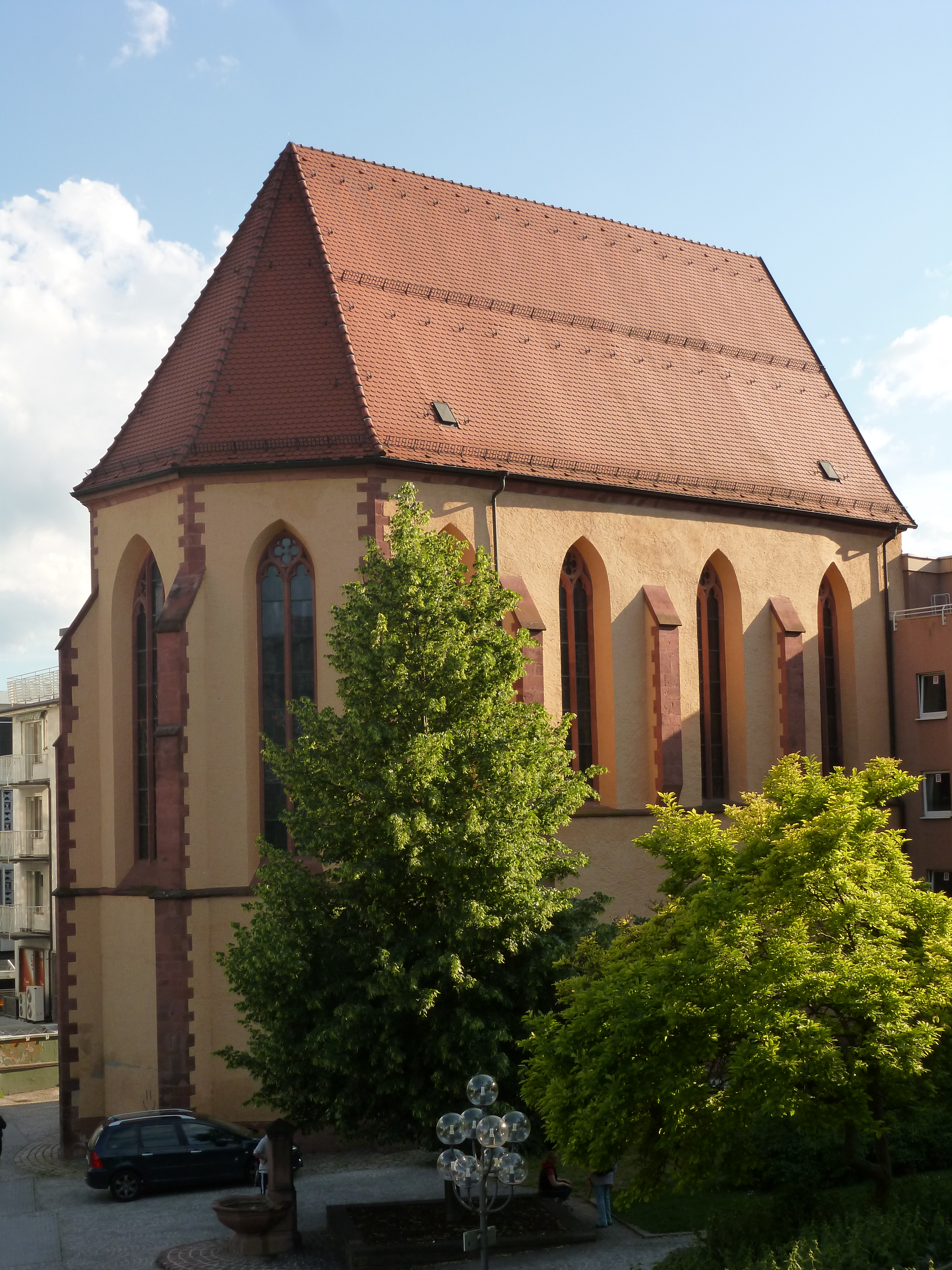
Barfüßerkirche in Pforzheim

Die Barfüßerkirche in Pforzheim in Baden-Württemberg geht auf das mittelalterliche Franziskanerkloster in der Stadt zurück, das bei der Reformation aufgehoben wurde. Bei der Zerstörung der Klosterbauten beim Stadtbrand 1689 blieb nur der imposante Chor der Kirche erhalten, der ab dem 18. Jahrhundert wieder verschiedenen Glaubensrichtungen als Gotteshaus diente und heute als Kulturdenkmal unter Denkmalschutz steht.

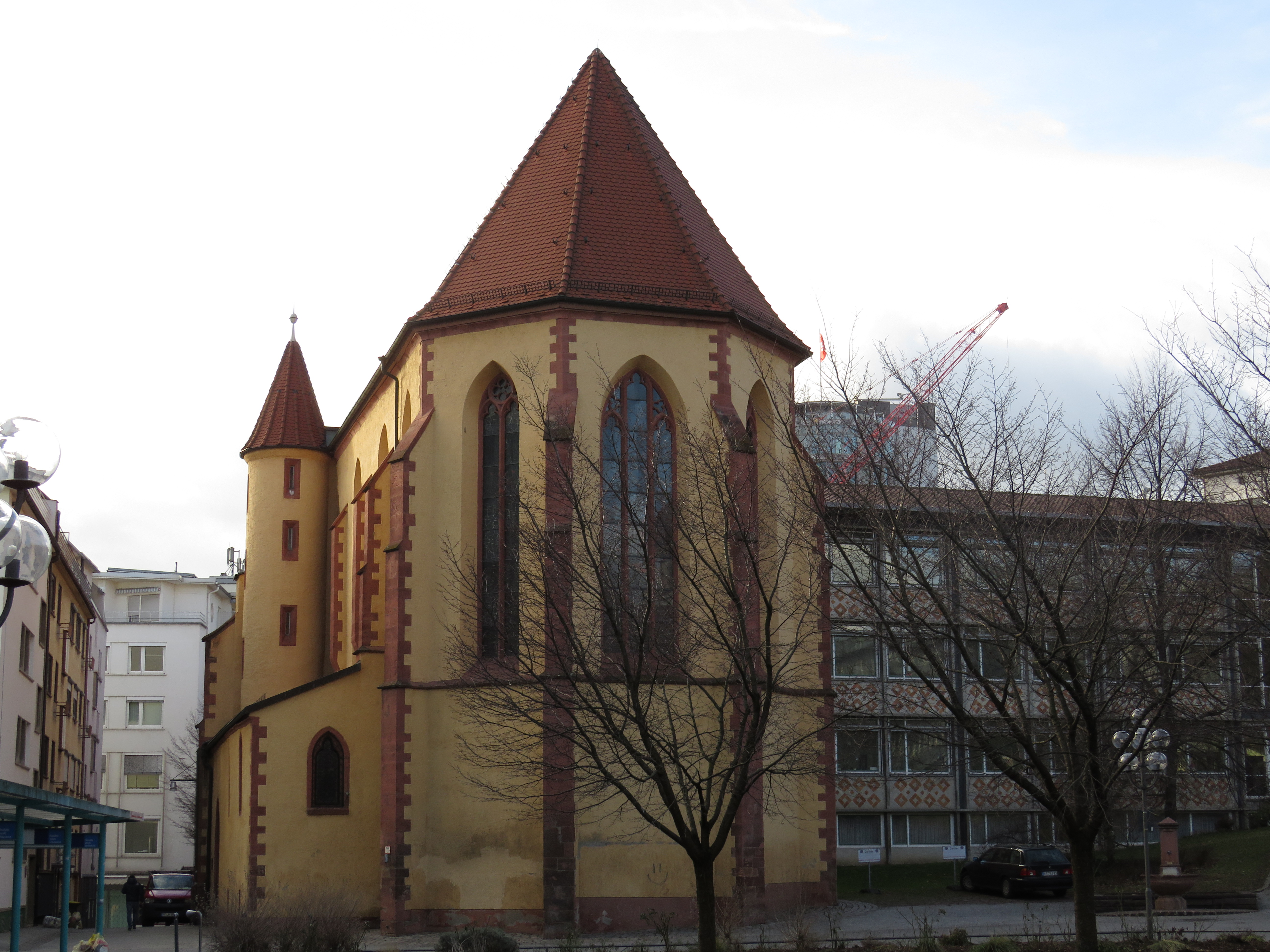
Barfüsserkirche gotische Maßwerkfenster Ostchor u. Diakoniebau

## Geschichte
Nach der Gründung des Pforzheimer Klosters 1270 wurde bald mit dem Bau der zugehörigen Klosterkirche begonnen. Die Kirche hatte eine ursprüngliche Länge von 60 Metern und eine Breite von 15 Metern. Zwischen Langhaus und Chor befand sich ein imposanter 60 Meter hoher Dachreiter. Nach der Reformation und der Aufhebung des Klosters wurde die Kirche meist zu säkularen Zwecken genutzt, als Kornspeicher und Heuschober. Im Dreißigjährigen Krieg kam es in siegreichen Phasen der katholischen kaiserlichen Truppen mehrmals zu Versuchen, wieder ein katholisches Kloster zu etablieren, die mit Siegen der gegnerischen schwedischen Truppen und letztlich mit dem Friedensschluss von 1648 ein Ende fanden. Beim Einzug der Schweden am 23. Januar 1632 wurde dabei der Prior Petronius Widemann im Chor der Kirche von den Schweden erdrosselt. Nach dem Westfälischen Frieden diente die Kirche wieder säkularen Zwecken. Die meisten Klostergebäude und das Langhaus der Kirche wurden beim Stadtbrand 1689 ein Raub der Flammen. Ab 1764 nutzte die reformierte Gemeinde den verbliebenen Chor für ihre Gottesdienste, nach dem Zusammenschluss von Lutheranern und Reformierten zur evangelischen Landeskirche 1821 stand die Kirche wieder leer.
Nachdem sich ab dem späten 18. Jahrhundert wieder Katholiken in Pforzheim ansiedeln konnten und diese 1823 eine eigene Pfarrei erhielten, erwarb die katholische Gemeinde 1825 die Barfüßerkirche für 3300 Gulden. Die Kirche hatte zunächst keinen Kirchenpatron mehr, da der ursprüngliche Kirchenpatron der Klosterkirche bereits in Vergessenheit geraten war. 1852 wurde die Kirche dann dem hl. Franziskus geweiht. Im Zuge der Industrialisierung wuchs die katholische Gemeinde rasch an. Um mehr Platz für alle Gläubigen in der Kirche zu haben, plante die Gemeinde 1860 den Wiederaufbau des Langhauses, wogegen das staatliche Bauamt jedoch Widerspruch einlegte. Die Gemeinde erwarb daraufhin 1872 einen Bauplatz, auf dem 1888 die Kirche St. Franziskus erbaut wurde.
Als die Franziskuskirche 1925 nicht mehr für alle Gläubigen ausreichte, wurde eine neue Pfarrkuratie für die Gläubigen südlich der Enz errichtet. Dieser späteren Herz-Jesu-Pfarrei diente die Barfüßerkirche ab 1925 bis zum Bau der Herz-Jesu-Kirche 1928/29 als Gotteshaus.
1942 erhielt die Kirche neue Glasfenster von Sepp Frank. Diese wurden jedoch nicht mehr eingebaut, sondern nach Neuhausen ausgelagert, so dass sie den Krieg überdauerten.
Gegen Ende des Zweiten Weltkriegs wurde die Kirche bei den Luftangriffen auf Pforzheim schwer beschädigt. Von 1949 bis 1957 folgte die Wiederherstellung. Dabei wurde 1955 auch das Staatliche Gesundheitsamt an die Kirche angebaut, das der Gebäudeanordnung der früheren Klosterbauten folgt.